# 胡丹沸
胡丹沸（1913年—1990年），男，湖北武汉人，中国剧作家，曾任中华全国戏剧工作者协会全国委员会委员。